# Walter Guglielmone
Walter Fernando Guglielmone Gómez, detto Guly (Salto, 11 aprile 1978), è un ex calciatore uruguaiano, di ruolo attaccante.

## Biografia
È fratellastro maggiore di Edinson e Christian Cavani.

## Carriera

### Club
Con la squadra azera dell'Inter Baku giocò anche in Premyer Liqası e vinse il titolo di capocannoniere nella stagione 2008-2009. Nel luglio del 2010 tornò in Sudamerica, ingaggiato dal Guaraní. Nel gennaio 2011 ha firmato per i Montevideo Wanderers (dove già aveva militato nel 2001) salvo poi non rinnovare il contratto a luglio, svincolandosi dalla società.
Il 21 dicembre 2011 si è accordato con il Pelotas, club brasiliano di quarta serie. Rimasto svincolato, nell'estate successiva firma per il Beijing Technology, nella seconda serie cinese.

### Nazionale
Ha disputato due partite nella nazionale uruguaiana, il 19 luglio e il 28 luglio 2001 in Copa América 2001, entrambe contro l'Honduras: prima nella terza giornata della fase a gironi (sconfitta per 1-0) poi nella finale per il terzo e quarto posto (nuova sconfitta 5-4 d.c.r., 2-2 d.t.s.). In questa competizione ha giocato con la maglia numero 11.

## Statistiche

### Cronologia presenze e reti in nazionale
| Cronologia completa delle presenze e delle reti in nazionale ― Uruguay | Cronologia completa delle presenze e delle reti in nazionale ― Uruguay | Cronologia completa delle presenze e delle reti in nazionale ― Uruguay | Cronologia completa delle presenze e delle reti in nazionale ― Uruguay | Cronologia completa delle presenze e delle reti in nazionale ― Uruguay | Cronologia completa delle presenze e delle reti in nazionale ― Uruguay | Cronologia completa delle presenze e delle reti in nazionale ― Uruguay | Cronologia completa delle presenze e delle reti in nazionale ― Uruguay |
| Data                                                                   | Città                                                                  | In casa                                                                | Risultato                                                              | Ospiti                                                                 | Competizione                                                           | Reti                                                                   | Note                                                                   |
| ---------------------------------------------------------------------- | ---------------------------------------------------------------------- | ---------------------------------------------------------------------- | ---------------------------------------------------------------------- | ---------------------------------------------------------------------- | ---------------------------------------------------------------------- | ---------------------------------------------------------------------- | ---------------------------------------------------------------------- |
| 19-7-2001                                                              | Medellín                                                               | Honduras                                                               | 1 – 0                                                                  | Uruguay                                                                | Coppa America 2001 - 1º turno                                          | -                                                                      | 67’                                                                    |
| 28-7-2001                                                              | Bogotà                                                                 | Uruguay                                                                | 2 – 2 dts (4 - 5 dtr)                                                  | Honduras                                                               | Coppa America 2001 - Finale 3º posto                                   | -                                                                      | 56’                                                                    |
| Totale                                                                 |                                                                        | Presenze                                                               | 2                                                                      |                                                                        | Reti                                                                   | 0                                                                      |                                                                        |

## Palmarès

### Club
- Campionato uruguaiano: 2

Nacional: 2002
Danubio: 2004
- Campionato azero: 1

İnter Baku: 2007-2008

### Individuale
- Capocannoniere della Premyer Liqası: 1

2008-2009 (17 reti)